# Sebastián Yatra
Sebastián Obando Giraldo, conegut artísticament com a Sebastián Yatra   (Medellín, 15 d'octubre de 1994), és un cantant i compositor colombià.
Amb 5 anys la família es va traslladar a Miami, on va començar a estudiar música. Amb estil de pop llatí, el 2014 va compondre la seva primera cançó «El psicólogo» que es va situar en el primers llocs de les llistes de Colòmbia i Veneçuela. El 2016, la cançó «Traidora» va ser èxit a l'Amèrica Llatina, els Estats Units, Espanya i a Portugal. Amb els àlbums d'estudi ‘Mantra’ (2018) i ‘Fantasia’ (2019) va ser nominat als Grammy, els Grammy Llatins i els Latin American Music, on el 2018 va guanyar la categoria de nou artista de l'any. Ha posat la seva veu a les pel·lícules d'animació ‘Smallfoot’ (2018) i ‘Kasper’ (2019) i ha participat com a actor en les sèries ‘Guerra de ídolos’ i ‘La reina del Flow’. Va col·laborar com a jurat en el concurs ‘La Voz Kid Colombia’ i com a assessor a la ‘La Voz España 2019’. El 2020 va enregistrar una cançó en català, "Un any", per La Marató de TV3.
Des del 2023, la premsa rosa i el públic general el vinculen sentimentalment amb la cantant catalana Aitana, tot i que cap dels dos ho ha confirmat.